# Tomasz Gotfryd
Tomasz Gotfryd – polski fotograf (freelancer), filmowiec i podróżnik. Współpracownik agencji Laif, Forum, Art & commerce/Vogue oraz Babel images.

## Życiorys
Studiował na Państwowej Wyższej Szkole Filmowej, Telewizyjnej i Teatralnej w Łodzi. Otrzymał stypendium Fundacji A. Munka i dwukrotnie Stypendium Ministra Kultury i Dziedzictwa Narodowego Młoda Polska. Jego prace publikowały takie czasopisma jak: Newsweek Polska, Forbes, Przekrój, Sukces, National Geographic, Focus, Twój Styl, Tygodnik Powszechny i Zwierciadło.

## Nagrody
Był laureatem m.in. następujących konkursów:
- I nagroda i Gold Award na Prix de la Photographie w Paryżu (2017) za książkę Zamkniete,
- Nagroda w Grand National Geographic Contest (2015) w kategorii filmów,
- I nagroda w międzynarodowym konkursie filmowym Opuszczone miejsca (2014),
- dwie nominacje w Grand Press Photo w 2013,
- II nagroda w kategorii News Feature za cykl kulturalny Venomous (2010),
- III nagroda w konkursie fotografii sportowej Fishaj Extreme (2014)[1].